# Jhon Caicedo
Jhon Caicedo (Santiago de Cali, Valle del Cauca, Colombia; 9 de abril de 1978) es un futbolista colombiano. Juega de portero y su equipo actual es el Patriotas de la Categoría Primera B colombiana.  
Actualmente es entrenador de futbol

## Clubes
| Club                    | País     | Año       |
| ----------------------- | -------- | --------- |
| Atlético Bucaramanga    | Colombia | 2005      |
| Centauros Villavicencio | Colombia | 2006      |
| Depor Fútbol Club       | Colombia | 2006      |
| Atlético Huila          | Colombia | 2007-2008 |
| Expreso Rojo            | Colombia | 2008      |
| Bogotá F. C.            | Colombia | 2008      |
| Atlético de la Sabana   | Colombia | 2009      |
| Alianza Petrolera       | Colombia | 2010      |
| Patriotas               | Colombia | 2011 -    |